# كامبيتشي
كامبيتشي (بالإنجليزية: Campeche City)‏ هي مدينة، تتبع Campeche Municipality ‏، هي عاصمة ولاية كامبيتشي، وCampeche Municipality ‏، بلغ عدد سكانها 220389 نسمة، في 1 يناير 2010، رمزها البريدي هو 2401.

## المناخ
يظهر الجدول التالي التغييرات المناخية على مدار السنة لكامبيتشي:
| البيانات المناخية لـكامبيتشي                                    | البيانات المناخية لـكامبيتشي | البيانات المناخية لـكامبيتشي | البيانات المناخية لـكامبيتشي | البيانات المناخية لـكامبيتشي | البيانات المناخية لـكامبيتشي | البيانات المناخية لـكامبيتشي | البيانات المناخية لـكامبيتشي | البيانات المناخية لـكامبيتشي | البيانات المناخية لـكامبيتشي | البيانات المناخية لـكامبيتشي | البيانات المناخية لـكامبيتشي | البيانات المناخية لـكامبيتشي | البيانات المناخية لـكامبيتشي |
| الشهر                                                           | يناير                        | فبراير                       | مارس                         | أبريل                        | مايو                         | يونيو                        | يوليو                        | أغسطس                        | سبتمبر                       | أكتوبر                       | نوفمبر                       | ديسمبر                       | المعدل السنوي                |
| --------------------------------------------------------------- | ---------------------------- | ---------------------------- | ---------------------------- | ---------------------------- | ---------------------------- | ---------------------------- | ---------------------------- | ---------------------------- | ---------------------------- | ---------------------------- | ---------------------------- | ---------------------------- | ---------------------------- |
| الدرجة القصوى °م (°ف)                                           | 38.8 (101.8)                 | 39.0 (102.2)                 | 41.0 (105.8)                 | 44.0 (111.2)                 | 45.0 (113.0)                 | 43.0 (109.4)                 | 40.0 (104.0)                 | 40.0 (104.0)                 | 39.0 (102.2)                 | 40.5 (104.9)                 | 38.0 (100.4)                 | 40.0 (104.0)                 | 45.0 (113.0)                 |
| متوسط درجة الحرارة الكبرى °م (°ف)                               | 29.1 (84.4)                  | 30.6 (87.1)                  | 32.7 (90.9)                  | 35.0 (95.0)                  | 35.9 (96.6)                  | 34.9 (94.8)                  | 34.5 (94.1)                  | 34.2 (93.6)                  | 33.4 (92.1)                  | 32.1 (89.8)                  | 30.7 (87.3)                  | 29.4 (84.9)                  | 32.7 (90.9)                  |
| المتوسط اليومي °م (°ف)                                          | 23.7 (74.7)                  | 24.7 (76.5)                  | 26.5 (79.7)                  | 28.5 (83.3)                  | 29.6 (85.3)                  | 29.2 (84.6)                  | 28.7 (83.7)                  | 28.5 (83.3)                  | 28.2 (82.8)                  | 27.0 (80.6)                  | 25.4 (77.7)                  | 24.0 (75.2)                  | 27.0 (80.6)                  |
| متوسط درجة الحرارة الصغرى °م (°ف)                               | 18.2 (64.8)                  | 18.7 (65.7)                  | 20.2 (68.4)                  | 22.1 (71.8)                  | 23.4 (74.1)                  | 23.5 (74.3)                  | 22.9 (73.2)                  | 22.7 (72.9)                  | 22.9 (73.2)                  | 21.9 (71.4)                  | 20.0 (68.0)                  | 18.6 (65.5)                  | 21.3 (70.3)                  |
| أدنى درجة حرارة °م (°ف)                                         | 8.0 (46.4)                   | 9.0 (48.2)                   | 10.0 (50.0)                  | 13.0 (55.4)                  | 16.0 (60.8)                  | 17.0 (62.6)                  | 18.0 (64.4)                  | 19.0 (66.2)                  | 18.0 (64.4)                  | 15.0 (59.0)                  | 12.0 (53.6)                  | 9.0 (48.2)                   | 8.0 (46.4)                   |
| الهطول مم (إنش)                                                 | 25.8 (1.02)                  | 15.8 (0.62)                  | 12.4 (0.49)                  | 13.0 (0.51)                  | 53.9 (2.12)                  | 162.0 (6.38)                 | 181.3 (7.14)                 | 188.2 (7.41)                 | 203.1 (8.00)                 | 117.9 (4.64)                 | 41.0 (1.61)                  | 25.0 (0.98)                  | 1٬039٫4 (40.92)              |
| متوسط أيام هطول الأمطار (≥ 0.1 mm)                              | 3.9                          | 2.5                          | 2.0                          | 1.3                          | 3.9                          | 11.7                         | 14.8                         | 14.6                         | 14.3                         | 9.3                          | 4.7                          | 3.5                          | 86.5                         |
| متوسط الرطوبة النسبية (%)                                       | 74                           | 71                           | 68                           | 66                           | 64                           | 68                           | 74                           | 76                           | 78                           | 77                           | 77                           | 75                           | 72                           |
| ساعات سطوع الشمس الشهرية                                        | 216                          | 200                          | 264                          | 267                          | 254                          | 237                          | 241                          | 236                          | 202                          | 208                          | 194                          | 177                          | 2٬696                        |
| المصدر #1: Servicio Meteorológico National (humidity 1981–2000) |                              |                              |                              |                              |                              |                              |                              |                              |                              |                              |                              |                              |                              |
| المصدر #2: الأرصاد الجوية الألمانية (sun, 1961–1990)            |                              |                              |                              |                              |                              |                              |                              |                              |                              |                              |                              |                              |                              |

## مدن توأم
المدن التوأم:
- هاليفاكس
- كارتاهينا
- لاريدو
- لو هافر
- ماتانزاس
- كويتزالتنانغو
- إيبيزا
- مدينة فيراكروز.

## أعلام
- رافاييل رودريغيز باريرا
- أليخاندرو مورينو كارديناس
- سانتياغو منديز
- كارلوس روميرو
- أوسكار رودريغيز كابريرا